# Толстой, Михаил Павлович
Граф Михаи́л Па́влович Толсто́й (1845 — 18 июля 1913, Лозанна) — генерал-майор, герой войны 1877—1878 годов, почитается в Болгарии как герой-освободитель, командовал Передовой позицией при обороне Шипки, заказчик и первый владелец Толстовского дома, внучатый племянник героя Отечественной войны 1812 года П. А. Толстого.

## Происхождение

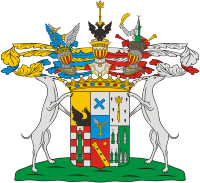
Герб рода графов Толстых

М. П. Толстой принадлежит к шестому поколению графской ветви обширного рода Толстых, где были и просто дворяне, и титулованные дворяне.
Первый граф в роду Толстых — это известный сподвижник Петра Первого Пётр Андреевич Толстой (1645—1729).
М. П. Толстой — праправнук сына Петра Андреевича, полковника графа Петра Петровича Толстого и его жены Ульяны Ивановны (дочери гетмана Скоропадского).
Их сын — майор граф Александр Петрович Толстой (1719—1792) (прадед М. П. Толстого) был женат на Евдокии Львовне Измайловой (1731—1794) (прабабушка М. П. Толстого) и имел сыновей — тайного советника графа Дмитрия Александровича (1754—1832) (дед М. П. Толстого) и генерал-губернатора Петербурга графа Петра Александровича, героя войны 1812 года.
М. П. Толстой — внук графа Дмитрия Александровича Толстого и его жены Екатерины Александровны (урождённой княжны Вяземской). Таким образом, М. П. Толстой — потомок Рюрика по женской линии, так как князья Вяземские — прямые потомки Рюрика. Кроме того, он прямой потомок Ивана III Васильевича и Софьи Палеолог через своего деда, графа Толстого (который сам был правнуком Михаила Михайловича Голицына).

#### Родители
Отец — тайный советник граф Павел Дмитриевич Толстой (1797—1875).
Окончил Пажеский корпус и в 1818 году был определён в Гренадерский полк Его Величества короля Прусского. Вскоре он был переведён оттуда в Лейб-гвардии Преображенский полк, позднее в чине полковника — в Лейб-гвардии Семеновский полк, где в 1828 году командовал 1-м батальоном. После перевёлся в пехотный полк, затем числился на гражданской службе: в декабре 1836 года он упоминается как действительный статский советник в отставке, позднее — тайный советник. С 1834 года он был камергером, с 1855 года — гофмаршалом двора принца Петра Ольденбургского. Имел многочисленные награды, в том числе ордена Св. Станислава 1-й ст. (1843), Св. Анны 1-й ст. (1848), Белого Орла (1856) и Св. Александра Невского (1856).
Мать — графиня Софья Егоровна Толстая, урождённая баронесса Аретин.
Родители М. П. Толстого были друзьями семьи поэта Ф. И. Тютчева и его второй жены Эрнестины.

#### Родственники
Граф М. П. Толстой:
- пятиюродный брат писателя графа Льва Николаевича Толстого;
- пятиюродный брат писателя и поэта графа Алексея Константиновича Толстого (при этом Лев Николаевич Толстой и Алексей Константинович Толстой — троюродные братья).
- четвероюродный племянник знаменитого художника и медальера графа Фёдора Петровича Толстого;
- троюродный внук сенатора и знаменитого библиофила, чья коллекция старопечатных книг и древних рукописей составляет основу Российской Национальной (Публичной) библиотеки, графа Фёдора Андреевича Толстого;
- четвероюродный племянник знаменитого путешественника, авантюриста, дуэлянта и картёжника, приятеля Пушкина, графа Фёдора Ивановича Толстого-Американца.

## Начало военной службы

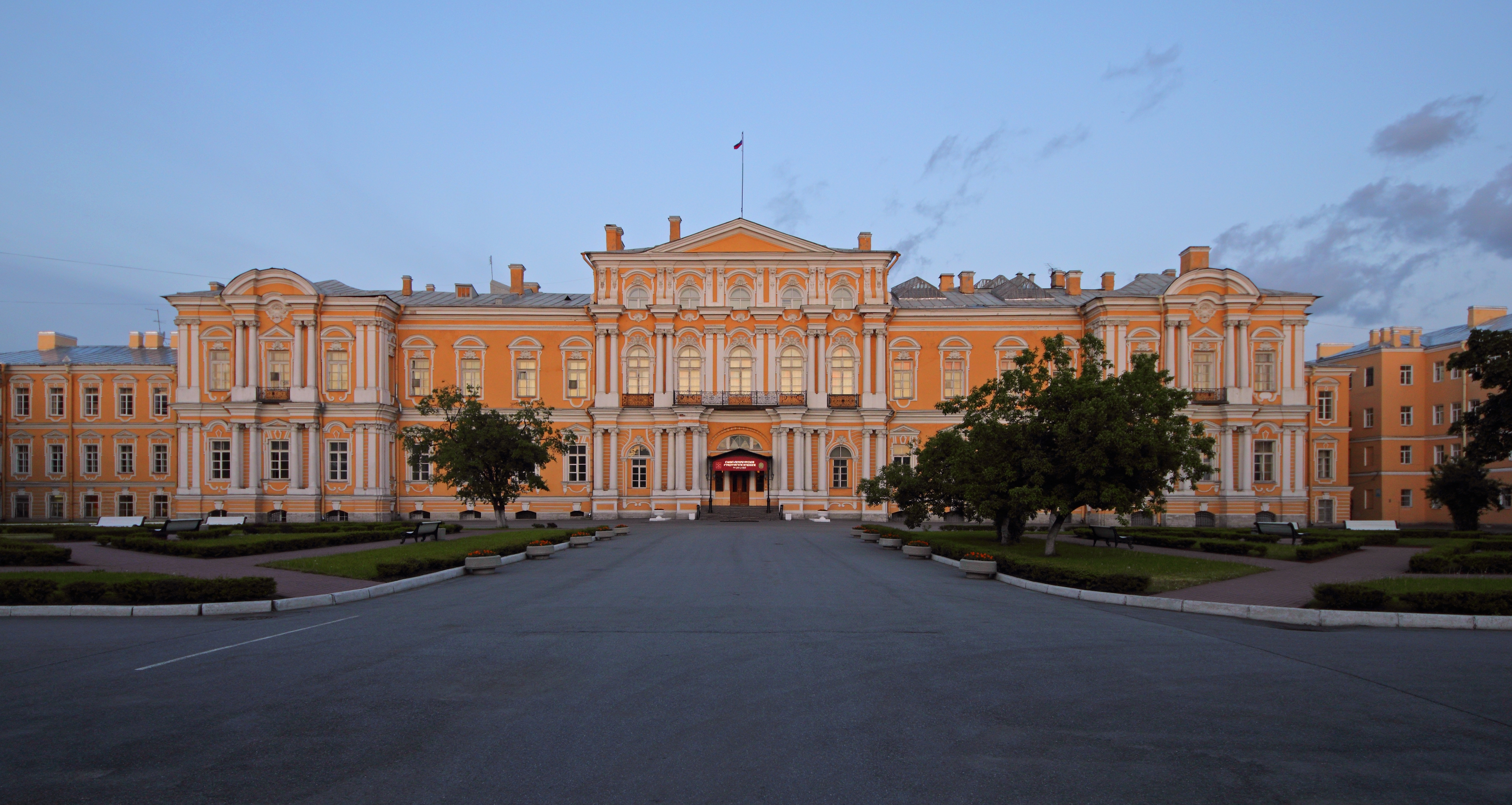
Воронцовский дворец, где располагался Пажеский корпус

Воспитывался в Пажеском корпусе. Ещё в 1829 году, задолго до поступления графа М. П. Толстого были изданы правила о порядке зачисления в пажи и определения в Пажеский корпус, причём право просить о зачислении малолетних сыновей в пажи было предоставлено сначала лицам первых четырёх классов, а затем — первых трех или же представителям фамилий, занесённых в пятую и шестую части родословных книг (титулованное и древнее дворянство). Как и все воспитанники Пажеского корпуса граф М. П. Толстой в период обучения считался причисленным к Императорскому Двору и систематически нёс обязанности придворной службы, главным образом во время официальных церемоний, где присутствие пажей было обязательным по протоколу.
С 1865 года служил в лейб-гвардии Гусарском полку.
В 1868 году был произведён во флигель-адъютанты.
В 1870—1875 годы командовал эскадроном, затем дивизионом, временно командовал полком.
С 1875 года — полковник, заведующий хозяйством полка.

## Русско-турецкая война (1877—1878)

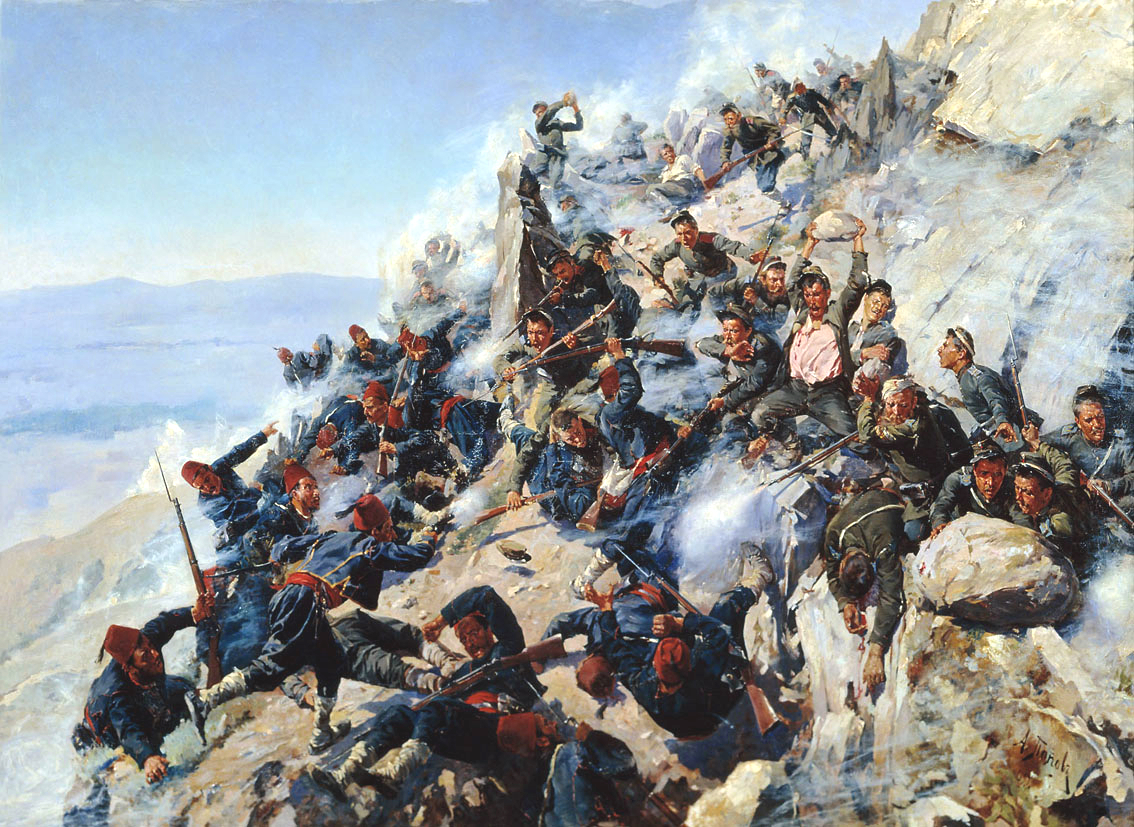
Болгарские ополченцы под командованием М. П. Толстого на Шипке

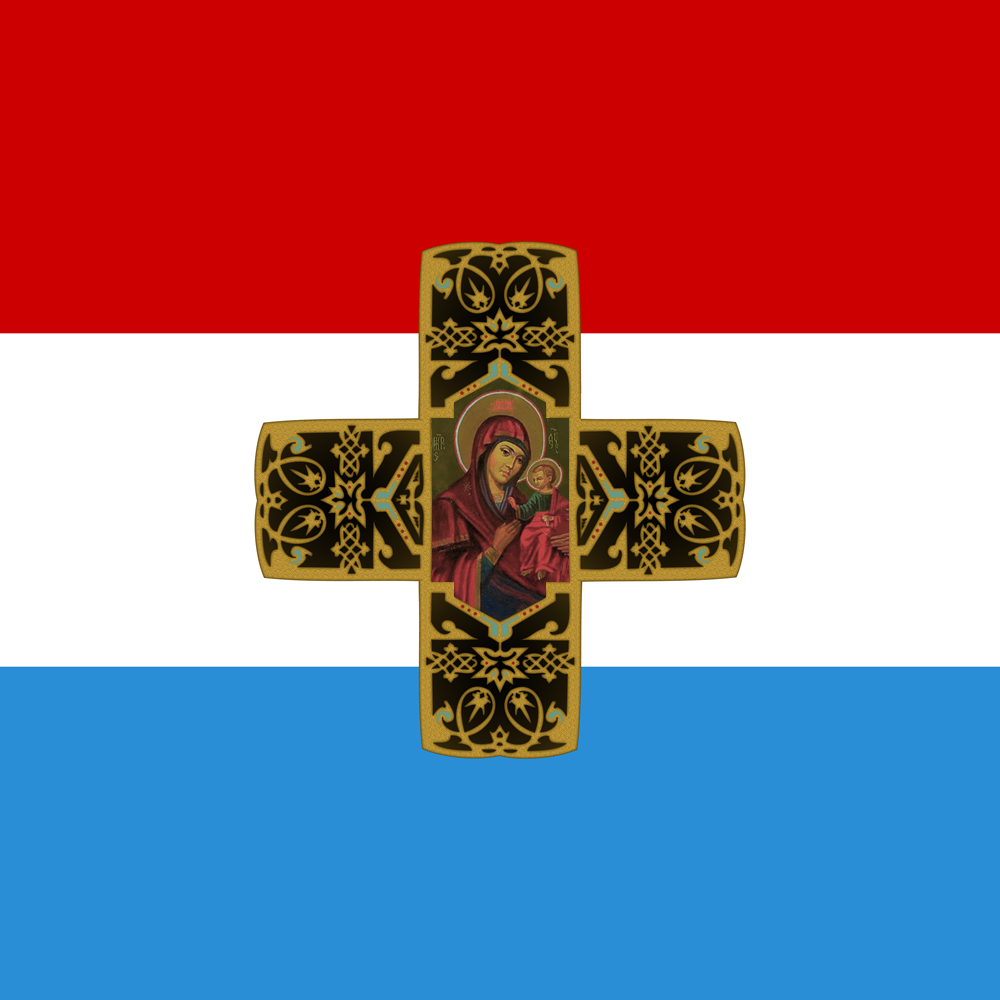
Самарское знамя, под которым воевало Болгарское ополчение на Передовой позиции Шипки. Командовал позицией полковник граф М. П. Толстой

В 1877 году, в связи с началом Русско-турецкой войны 1877—1878 годов, направлен в действующую армию и назначен командиром вначале 3-й, а затем и 1-й бригады Болгарского ополчения.

### На Передовой позиции Шипки
Окопы Передовой позиции были расположены по западным, южным и восточным склонам вершины Свети-Никола (Святого Николая) и далее на юг по скалистому её отрогу под названием Орлиное гнездо. Накануне боев за перевал здесь держали оборону воины 3-го батальона Орловского полка. Его поддерживала артиллерия, а именно три батареи: Большая — четыре девятифутовых полевых орудия, занявшие позицию на западном склоне Свети-Никола; Малая — два девятифутовых полевых орудия, расположенные на восточном склоне той же вершины; Стальная — восемь полевых и одно горное орудие, поставленные у поворота дороги на самом перевале, на ровном месте, именуемом террасой. Командиром Передовой позиции был назначен полковник М. П. Толстой.

"Проезжая мимо частей войск, принимавших участие в деле, генерал Радецкий благодарил их. Скоро мы въехали на меловую площадку. Пули здесь назойливо свистали в ушах, отдалённые или пролетавшие высоко — жалобно стонали, близкие — рассекали воздух. Кому-то ранило лошадь; конь взвился на дыбы, но, видимо, рана была не тяжела — оправился и пошёл далее, фыркая и пугливо озираясь. За меловой площадкой — ложементы и батареи «Святого Николая».
Тут я первый раз увидел одного из мужественных защитников этой вершины, графа Толстого, которому много обязаны за 9 и 11 августа. Это высокий и стройный воин. Красивое, загорелое и окуренное пороховым дымом, лицо его весело выглядывало в сумраке ночи, трудно было узнать в этом боевом офицере петербургского джентльмена. После того как я его встретил на Шипке, он уезжал в Тырново отдохнуть на два дня, пробыв в деле безотходно более двенадцати дней. Здесь он помещался вместе с солдатами и первое время питался одними сухарями, как и они. Когда уполномоченный Красного Креста предложил ему коньяку и разных консервов, Толстой отказался, прося передать это раненым, и взял только одеяло, потому что на высотах Шипки ночью очень холодно, а у него, кроме мундира, да и то оборвавшегося в рукопашных схватках первых трёх дней, ничего с собой не было.
— В. Немирович-Данченко 
«ГОД ВОЙНЫ. ДНЕВНИКИ РУССКОГО КОРРЕСПОНДЕНТА»
Граф М. П. Толстой был ранен при обороне Шипки.
За мужество, проявленное при командовании передовой позицией при обороне Шипкинского перевала, М. П. Толстой был пожалован орденом Св. Георгия 4-й степени.
Позднее за отличия при Никополе, Шипке и Эски-Загре награждён золотым оружием с надписью «За храбрость» и орденом Св. Владимира 4-й степени с мечами и бантом.

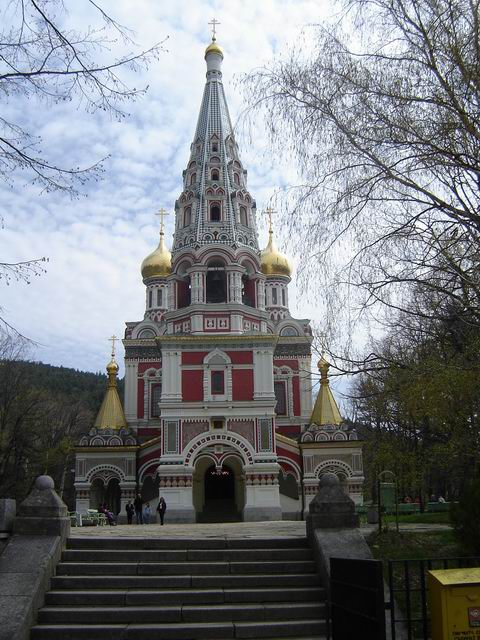
Храм-памятник Рождества Христова, Шипка. На открытии храма в 1902 году присутствовал М. П. Толстой в составе официальной делегации.

## После войны
После войны командовал 15-м драгунским Тверским полком, затем бригадой 2-го Кавказского кавалерийского корпуса, был начальником Царско-Колодского военного полугоспиталя, состоял при Кавказской армии.
В 1882 году вышел в отставку с чином генерал-майора и поселился в имении Трубетчино, принадлежавшем его супруге Ольге Александровне (дочери князя А. И. Васильчикова), посвятив себя занятию хозяйством и земской деятельности в Тамбовской губернии. Дом Толстого в имении был построен по проекту архитектора П. С. Бойцова.
С 1884 года он состоял почётным попечителем мужской прогимназии в Лебедяни.
В 1902 году в составе официальной делегации присутствовал на открытии Храма-памятника Рождества Христова на месте боёв за перевал Шипку.
В июле 1913 году скончался в Лозанне (Швейцария) от нефросклероза. Похоронен в Свято-Троицкой Сергиевой Приморской пустыни в предместье Санкт-Петербурга, возле места захоронения своих родителей. Могилы не сохранились.
В 2009 году впервые о графе Михаиле Павловиче Толстом были опубликованы две специальные биографические статьи М. Н. Колотило.[значимость факта?]

## Семья
Граф Михаил Павлович Толстой вместе с супругой Ольгой Александровной и детьми Павлом, Виктором, Ольгой, Александром и Софьей был внесён в V часть дворянской родословной книги по Тамбовской губернии.
Супруги Толстые подолгу жили в Трубетчино и смогли не только сохранить, но и приумножили доходы с образцового усадебного хозяйства, созданного трудами и заботами прежних владельцев — предков и родственников Ольги Александровны. Имение приносило очень приличные доходы, позволявшие семье Толстых содержать роскошную квартиру в столице империи — в Санкт-Петербурге. Даже тогда, когда Ф. И. Лидвалем уже был построен знаменитый Толстовский дом, семья Толстых в нём не жила. Они продолжали жить на улице Моховой в доме № 27-29. Этот дом ныне всем известен по фильму «Собачье сердце» как дом, где жил профессор Ф. Ф. Преображенский. На самом деле это был доходный дом страхового общества «Россия», главный и левый корпуса которого были построены в 1897—1900 годах учителем Фёдора Лидваля — Леонтием Николаевичем Бенуа, в мастерской которого с 1894 по 1896 год учился будущий создатель Толстовского дома. Вполне возможно, что мнение Л. Н. Бенуа играло определённую роль при выборе архитектора для проектирования и строительства доходного дома графа Толстого. Тем более, что Л. Н. Бенуа в то время был одним из авторитетнейших специалистов и архитектором Высочайшего двора.

## Потомки Михаила Павловича Толстого
1. Павел
2. Виктор (1881—1944), селекционер[5]
3. Ольга (1890—1965)[6], жена Александра Александровича Клюки фон Клюгенау (1881—1967).
4. Александр (1888—1918); женат на Ирине Михайловне Раевской (позднее, во втором браке — герцогине Мекленбургской)
  1. Ирина (1917—1998), жена князя Франца Фердинанда фон Изенбурга; их внучка София Прусская
5. Софья (1895—1975), жена Валериана Николаевича Бибикова (1891—1950).

Ныне здравствуют многочисленные потомки Михаила Павловича и Ольги Александровны Толстых. Их сын Александр был женат на Ирине, дочери боевого товарища М. П. Толстого — генерал-майора Михаила Николаевича Раевского, с которым он вместе участвовал в Русско-Турецкой войне 1877—1878 годов. Потомки Александра и Ирины Толстых — ныне здравствующие графы Толстые и князья фон Изенбург, которые являются одновременно и потомками великого русского учёного Михаила Ломоносова через М. Н. Раевского, который был праправнуком учёного.
Нынешний глава рода Изенбург Франц Александр I — сын 2-го князя Изенбурга и графини Ирины Александровны Толстой, внучки генерала М. П. Толстого и генерала М. Н. Раевского. Его дочь София фон Изенбург в апреле 2011 года сочеталась в Потсдаме браком с наследником германского (прусского) престола. 20 января 2013 года принцесса София родила близнецов — Карла Фридриха (будущего наследника германского престола), и Луи Фердинанда.

## Толстовский дом

Толстовский дом (Доходный дом графа М. П. Толстого). Фото 1912 года.

В 1910—1912 году по заказу М. П. Толстого был построен в Санкт-Петербурге огромный доходный дом, ставший впоследствии знаменитым, получив неофициальное, но широко известное название Толстовский дом (улица Рубинштейна 15-17, или набережная реки Фонтанки 54). Архитектор дома — Ф. И. Лидваль . Дом строился при участии техника Д. Д. Смирнова — ученика Ф. И. Лидваля. Архитектурный стиль — «северный модерн».
После смерти графа Михаила Павловича Толстого знаменитый Толстовский дом переходит по наследству к его вдове — Ольге Александровне Толстой, поэтому дом до Октябрьского переворота иногда называли домом генеральши Толстой.